# Melissodes thelypodii
Melissodes thelypodii är en biart som beskrevs av Cockerell 1905. Melissodes thelypodii ingår i släktet Melissodes och familjen långtungebin.

## Underarter
Arten delas in i följande underarter:
- M. t. stulta
- M. t. thelypodii